# Steven Runciman
James Cochran Stevenson Runciman (7 de julio de 1903 - 1 de noviembre de 2000) fue un historiador británico especializado en la Edad Media. Su padre y su madre fueron miembros del Parlamento por el Partido Liberal británico. Se dice que leía latín y griego a los cinco años. A lo largo de su vida llegaría a dominar un extraordinario número de lenguas, de forma, que para sus investigaciones no solo consultó fuentes en latín, griego y en las distintas lenguas occidentales, sino también en árabe, turco, persa, hebreo, siríaco, armenio y georgiano. Fue contemporáneo y amigo de George Orwell. En 1921 entró en el Trinity College de Cambridge, donde estudió con John B. Bury.

## Biografía
Nacido en Northumberland (Reino Unido), fue el segundo hijo de Walter Runciman, primer. vizconde Runciman de Doxford, y de Hilda Runciman, vizcondesa Runciman de Doxford. Su abuelo paterno, Walter Runciman, primer. barón Runciman, era un magnate naviero.
Se dice que leía latín y griego a los cinco años. En el curso de su larga vida dominó un asombroso número de idiomas, por lo que, por ejemplo , al escribir sobre el Medio Oriente se basó no solo en las fuentes en lenguas vernáculas occidentales sino que consultó el árabe, turco, farsi, hebreo, siríaco, armenio y georgiano.
Fue amigo de George Orwell, y ambos, alumnos de Aldous Huxley.
En 1921 ingresó en el Trinity College de la Universidad de Cambridge con una beca de historia y estudió con John B. Bury.
Después de recibir una gran herencia de su abuelo, Runciman renunció a su beca en 1938 y comenzó a viajar extensamente. De 1942 a 1945 fue profesor de Arte e Historia Bizantinos en la Universidad de Estambul, en Turquía, donde comenzó la investigación sobre las Cruzadas que daría lugar a su obra más conocida, La Historia de las Cruzadas (tres volúmenes publicados en 1951, 1952, y 1954). La mayor parte de las obras de Runciman tratan de Bizancio y sus vínculos, en el Medioevo, con Sicilia y Siria: una excepción es The White Rajahs, publicado en 1960, que narra la historia de Sarawak, un Estado independiente fundado en la costa noreste de Borneo en 1841 por James Brooke y gobernado por los Brooke por más de un siglo. 
En su vida personal, Runciman fue un anticuado Inglés excéntrico, conocido , entre otras cosas, como esteta, narrador, y un entusiasta del ocultismo.
Murió en Radway, Warwickshire, a los 97 años de edad. Fue enterrado en Lockerbie, Dumfriesshire.

## Obras
- The Emperor Romanus I Lecapenus and His Reign  (1929)
- The First Bulgarian Empire (1930)
- Byzantine Civilization (1933)[1]
- The Medieval Manichee: A Study of the Christian Dualist Heresy (1947)
- A History of the Crusades: Volume 1, The First Crusade and the Foundation of the Kingdom of Jerusalem (1951)[2][3]
- A History of the Crusades: Volume 2, The Kingdom of Jerusalem (1952)[4]
- The Eastern Schism: A Study of the Papacy and the Eastern Churches in XIth and XIIth Centuries  (1953)
- A History of the Crusades: Volume 3, The Kingdom of Acre and the Later Crusades (1954)
- The Sicilian Vespers: A History of the Mediterranean World in the Later Thirteenth Century (1958)
- The White Rajahs (1960)
- The Fall of Constantinople 1453 (1965)
- The Great Church in Captivity (1968)[5]
- The Last Byzantine Renaissance (1970)
- The Orthodox Churches and the Secular State (1972)
- Byzantine Style and Civilization  (1975)
- The Byzantine Theocracy (1977)
- Mistra (1980)
- A Traveller's Alphabet. Partial Memoirs. (1991)

## Obras traducidas al español
- Historia de las Cruzadas (3 vols.), Madrid, Alianza, 1973
- La caída de Constantinopla, Madrid, Espasa-Calpe (Austral), 1973
- Vísperas sicilianas, Madrid, Alianza, 1979
- Bizancio: estilo y civilización, Madrid, Xarait, 1988
- Los Maniqueos de la Edad Media. Un estudio de los herejes dualistas cristianos, México D.F Fondo de Cultura Económica,1989